# Нескінченний цикл
Нескінченний цикл — в програмуванні різновид циклу, записаний таким чином, що умова виходу з нього ніколи не виконується.
Про програму, що увійшла в нескінченний цикл, деколи говорять, що вона зациклилась. Використання цього дієслова вийшло далеко за межі програмування, і воно часто застосовується в зовсім іншому значенні.

## Нескінченний цикл як абстрактна конструкція
Будь-який цикл, відповідно до Тюринг-повноти, можна виразити як нескінченний цикл, у тілі якого є перевірка умови виходу та команда виходу з циклу.
Будь-яка програма може бути написаною за допомогою:
- нескінченних циклів;
- команд виходу з циклу;
- операторів розгалуження (if-then);
- послідовністю команд, виконуваних одна за іншою;

Примітка: зверніть увагу, що універсальний оператор GOTO (безумовний перехід) не потрібен, а достатньо спеціального оператора виходу з циклу, при цьому, у випадку n вкладених циклів буде потрібно n спеціальних операторів виходу з циклу (окрім невеликої кількості мов з розширеним синтаксисом операторів виходу) або один оператор GOTO і одна мітка.

## Приклади

### Pascal
```
while
 
true
 
do

   
begin

      
{ тіло циклу }

   
end
;

//або

repeat

{ тіло циклу }

until
 
false
;

```

### ДляС-подібних мов[1]
```
for
 
(;;)
 
{

   
/* тіло циклу */

}

// або

while
(
true
)
 
{

   
/* тіло циклу */

}

// або

while
(
1
)
 
{
 

   
/* тіло циклу */

}

// або

do
 
{

   
/* тіло циклу */

}
 
while
(
true
)

// або

do
 
{

   
/* тіло циклу */

}
 
while
(
1
)

```

### Python
```
while
 
True
:

    
# тіло циклу

```

### Пакетний файлMS-DOS
```
:
loop

 
rem тіло циклу

goto
 
loop

```

### Bash
```
while
 
true

do

# тіло циклу

done

```

### Ruby
Мова містить спеціальну конструкцію нескінченного циклу:
```
 
loop
 
{

    
# тіло циклу

 
}

```

### Ада
Ада також містить спеціальну конструкцію, що описує нескінченний цикл:
```
loop

   
-- тіло циклу

end
 
loop
;

```

Окрім того, варто відмітити, що Ада дозволяє здійснити вихід одразу з декількох вкладених циклів, а також має умовну форму оператора виходу, що дозволяє уникнути використання оператора розгалуження.
```
Out_Cycle
:

loop

   
...

   
loop

      
...

      
exit
 
Out_Cycle
 
when
 
Logic_Exp
;

      
-- рівносильно 

      
if
 
Logic_Exp
 
then
 
         
exit
 
Out_Cycle
;
 
      
end
 
if
;

      
...

   
end
 
loop
;

   
...

end
 
loop
 
Out_Cycle
;

--звідси продовжиться виконання програми

--після виконання інструкції exit Out_Cycle;

```

### Lua
```
while
 
true
 
do

  
-- тіло циклу

end

```

## Практика
В програмуванні нескінченні цикли є одним з джерел нестійкої роботи програми. Тим не менш їх широко використовують в практиці.
Їхнє використання відбувається завдяки тому, що майже кожна мова програмування надає конструкції, які дозволяють примусово перервати виконання циклу. Наприклад, Break в Delphi, EXIT FOR в BASIC тощо. 
В житті часто роблять нескінченний цикл while з умовою виконання True (while True do ...), й в подальшому за необхідність в тіло циклу додають умови, за яких зупиняють його виконання Break-подібними операторами.
В C++ цикл проходу по деякому набору елементів з використанням абстрактного класу (ітератора) виглядає так:
```
Element
*
 
el
;

SomeIterator
 
it
();

for
 
(
el
=
it
.
get
();
 
el
!=
NULL
;
 
el
=
it
.
get
())

{

  
...
 

}

```

В деяких діалектах Pascal цей же цикл (із зберіганням можливості використовувати оператор continue, тобто, без el:=it.Get; в кінці циклу) виглядає так:
```
it
 
:=
 
SomeIterator
.
Create
;

repeat

  
el
 
:=
 
it
.
Get
;

  
if
 
el
=
nil
 
then
 
break
;

  
...

until
 
false
;

```

Програми, з яких немає виходу (наприклад операційні системи, прошивки мікроконтролерів), також зазвичай є нескінченними циклами. Для попередження неконтрольованого нескінченого циклу використовують сторожовий таймер.
В деяких випадках, наприклад, в скриптах керування персонажами комп'ютерних ігор, вихід з програми фактично означає її зупинку. Тому розробник не вказувати умову виходу, інтерпретатор ігрової програми працює в нескінченному циклі. Такий принцип прийнятий, наприклад, в Game Maker, в деяких іграх для програмістів.

## Приклади
- Приклади нескінченних циклів різними мовами